# Bisdom Kasongo

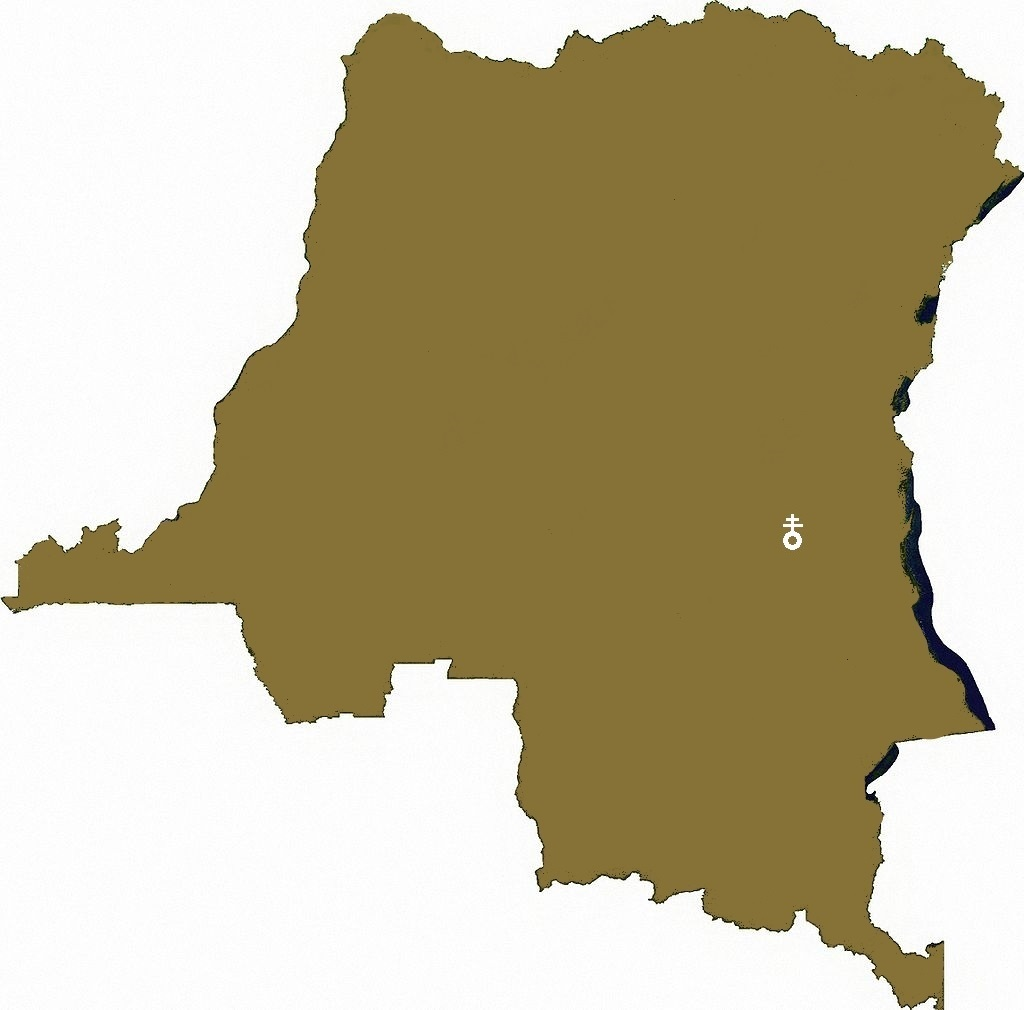
Kasongo

Het bisdom Kasongo (Latijn: Dioecesis Kasongoensis) is een rooms-katholiek bisdom in Congo-Kinshasa met als zetel Kasongo (provincie Maniema). Het is een suffragaan bisdom van het aartsbisdom Bukavu en werd opgericht in 1959. 
De eerste katholieke missionarissen in de streek van Maniema en Kivu waren Witte Paters. Het bisdom werd opgericht in 1952 als apostolisch vicariaat Kasongo en op 10 november 1959 werd het verheven tot bisdom. De eerste bisschop was de Belgische Witte Pater Richard Cleire. 
In 2016 telde het bisdom 16 parochies. Het bisdom heeft een oppervlakte van 75.365 km² en telde in 2016 1.404.000 inwoners waarvan 43,6% rooms-katholiek was. 

## Bisschoppen
- Richard Cleire, M. Afr. (1959-1963)
- Noël Mala (1963-1964)
- Timothée Pirigisha Mukombe (1966-1990)
- Christophe Munzihirwa Mwene Ngabo, S.J. (1990-1995)
- Théophile Kaboy Ruboneka (1995-2009)
- Placide Lubamba Ndjibu, M. Afr. (2014 - )